# (4723) Wolfgangmattig
(4723) Wolfgangmattig (1937 TB) – planetoida z grupy pasa głównego asteroid okrążająca Słońce w ciągu 4,38 lat w średniej odległości 2,68 j.a. Odkryta 11 października 1937 roku.